# زین الکش
زین الکش یا زین القوس مشهور به میمک، منطقه‌ای در جنوب قصر شیرین و نزدیکی نفت‌شهر، در کنترل ایران است که طبق عهدنامه ۱۹۷۵ الجزایر قرار بود به همراه ارتفاعات میمک و سیف ابوعبیده در ازای انتقال نیمی از اروندرود، به عراق واگذار شود؛ و عدم واگذاری آن یکی از دلایل آغاز جنگ ایران و عراق شد.

## توضیحات
عراق در پی استرداد سه منطقه زین الکش، میمک و سیف ابوعبیده طبق عهدنامه ۱۹۷۵ الجزایر بود. این سه منطقه در فاصله دو هفته تا آغاز هجوم سراسری زمینی به درون خاک ایران و در فاصله شانزدهم تا ۳۰ شهریور ۱۳۵۹ تصرف شد. نخستین جایی که به تصرف عراق درآمد منطقه زین القوس بود که نام عراقی منطقه‌ای در جنوب قصرشیرین و نزدیک نفت‌شهر بود و ایرانی‌ها آن را زین الکش می‌نامند. این منطقه در زمستان سال ۱۳۵۱ محل درگیری مرزی چند ماهه ایران و عراق بود. عراق در ۱۶ شهریور سال ۱۳۵۹ در این منطقه، پاسگاه ژاندارمری خان لیلی و پاسگاه‌های همجوار آن در جنوب قصرشیرین در استان کرمانشاه و در نزدیکی نفت‌شهر را مورد حمله قرار داد و تصرف کرد.
منطقه میمک نخستین بار اواخر شهریور ۱۳۵۹ مورد هجوم عراق قرار گرفت و ۱۹ دی ۵۹ توسط نیروهای مسلح و عشایر ایرانی از ایل خزل که میمک را متعلق به خود می‌دانستند از اشغال عراق درآمد.
ارتش عراق، از فرصت عدم حضور نیروهای ایران در پاسگاه‌های مرزی «هلاله» و «نی خضر» استفاده کرد و در اولین تک نظامی خود، ارتفاعات میمک را به تصرف درآورد. در مراسم جشن پیروزی که روی این ارتفاعات برگزار شد، شخص صدام حسین حضور یافت و بلندی‌های میمک را «سیف سعد» نامید. «سیف سعد» به معنای «شمشیر پیروزی» از دیدگاه صدام، به شمشیر سعد بن ابی‌وقاص اشاره داشت.
پس از عقب‌نشینی‌های اولیه عراق از خاک ایران، بخشی از ارتفاعات شمال میمک شامل ارتفاعات فصیل و گرکنی و دامنه غربی میمک در شیار نی خضر، ارتفاعات مرزی حد فاصل میمک در استان ایلام تا دشت سومار در استان کرمانشاه تا مدتی در تصرف عراق باقی مانده بود.